# 吉雪萍
吉雪萍（1975年10月31日—），中国上海人，毕业于上海戏剧学院，现为上海东方卫视主持人，曾经主持过中央电视台《正大综艺》，1997年《五星奖》，2003年《家庭演播室》等。

## 经历
- 1989年 在上海市第三女子中学学习时参演电视剧《十六岁的花季》而成名
- 1992年 主持日本NHK在中国拍摄的《中国语》节目
- 1995年 考入上海戏剧学院电视艺术系电视编辑专业
- 1996年 主持《五星奖大擂台》
- 1998年 参加《正大综艺》的录制工作
- 1999年 戏剧学院毕业分配进央视，任《正大综艺》的主持人和编导
- 2001年 拍摄《十六岁的花季》的续集《走过花季》，主持《猜猜今天谁会来》、《家庭演播室》，拍摄《开心公寓》